# Flipboard
Flipboard（中文：红板报）是一款社交及杂志形式的应用程序，支持Android、iOS、BlackBerry 10及Windows 10操作系统。应用程序需要用户拥有一个Flipboard账号，支持绑定包括Twitter、Facebook、新浪微博在内的多款社交网络平台，并根据喜好定制以电子杂志形式输出的信息和Google Reader的内容，透過“翻转”（Flip）的方式进行浏览和刷新。

## 介紹
此应用由 Flipboard, Inc. 出品，该公司成立于2010年，总部位于美国加州，创始人是 Mike McCue 和 Evan Doll。根据两位创始人的回忆，这个应用的想法诞生于一次腦力激盪，当时他们努力想象如果網際網路充满网络爬虫时会怎么样。于是他们提出把各种社交网路的訊息集合到一起，制作成图文并茂的杂志形式。
Flipboard最初是专为iPad设计的应用。2010年12月，发布了对iPhone和iPod Touch的支持更新。Flipboard获得了很大成功，一些人称其为iPad上的“杀手级”应用，并荣获2010年最佳iPad应用称号。
2012年5月5日宣布应用将集成于多款Android手机中，并首先预装在三星Galaxy S2手机内。 2012年5月30日，在其网站上发布了Android的测试版本；2012年6月26日正式版发布。

### 中国版
2011年5月15日，Flipboard被中国大陆防火长城封锁。2012年6月22日，公司推出Flipboard中国版，移除了Twitter和Facebook的绑定。2015年3月27日，Flipboard中國團隊在其官方微博中徵集中文名稱。中文名为红版报。

## 融资历史
- 2010年7月，A轮融资，Flipboard, Inc.获得Kleiner Perkins、SV Angel、Index Ventures、The Chernin Group等共同投资的1050万美元投资。[10]。
- 2011年4月，B轮融资，Flipboard, Inc.获得Kleiner Perkins、SV Angel、Index Ventures、Insight Partners、Comcast Ventures等共同投资的5000万美元投资。[10]
- 2013年9月，C轮融资，Flipboard, Inc.获得Suhail Rizvi（个人）领投，Kleiner Perkins、Goldman Sachs和Insight Partners跟投的5000万美元资金。[10]
- 2013年12月，C+轮融资， Flipboard, Inc.获得 Rizvi Traverse Management 领投，Kleiner Perkins、Goldman Sachs、Index Ventures、GGV Capital和Insight Partners跟投的5000万美元资金。
- 2015年7月，D轮融资，Flipboard, Inc.获得 J.P. Morgan Chase 独家5000万美元投资。[10]

### 可访问性
2011年，國際版被中國防火長城干扰。
2013年8月1日，國際版被中國防火長城再次封鎖，手段是DNS污染，后被解封。Flipboard中國團隊在新浪微博官方帳號稱：
2020年，國際版再次被中國防火長城封鎖。